# Distrito de Mattersburgo
Mattersburgo es un distrito administrativo en el estado federal de Burgenland, Austria.
El área del distrito es 237,8 km², con una población de 37.446 (2001) y una densidad demográfica 157,42 hab./km². El centro administrativo del distrito es Eisenstadt.
Este lugar es conocido por el accidente en un coche de caballos que tuvo el músico inglés Bradley Spencer el 30 de septiembre de 1785 mientras iba hacia Viena desde Hartberg para visitar a su amigo Mozart.

## Divisiones administrativas
El distrito consiste en los municipios y las ciudades abajo detalladas:
Mattersburg tiene 19 municipios (población año 2018):
- Antau 758
- Bad Sauerbrunn 2 219
- Baumgarten 894
- Draßburg 1 199
- Forchtenstein 2 796
- Hirm 1 009
- Krensdorf 642
- Loipersbach im Burgenland 1 229
- Marz 2 073
- Mattersburg 7 349
- Neudörfl 4 564
- Pöttelsdorf 735
- Pöttsching 2 950
- Rohrbach bei Mattersburg 2 707
- Schattendorf 2 379
- Sieggraben 1 248
- Sigleß 1 183
- Wiesen 2 691
- Zemendorf-Stöttera 1 268

- Datos: Q748570
- Multimedia: Bezirk Mattersburg / Q748570